# خالد (خواننده)

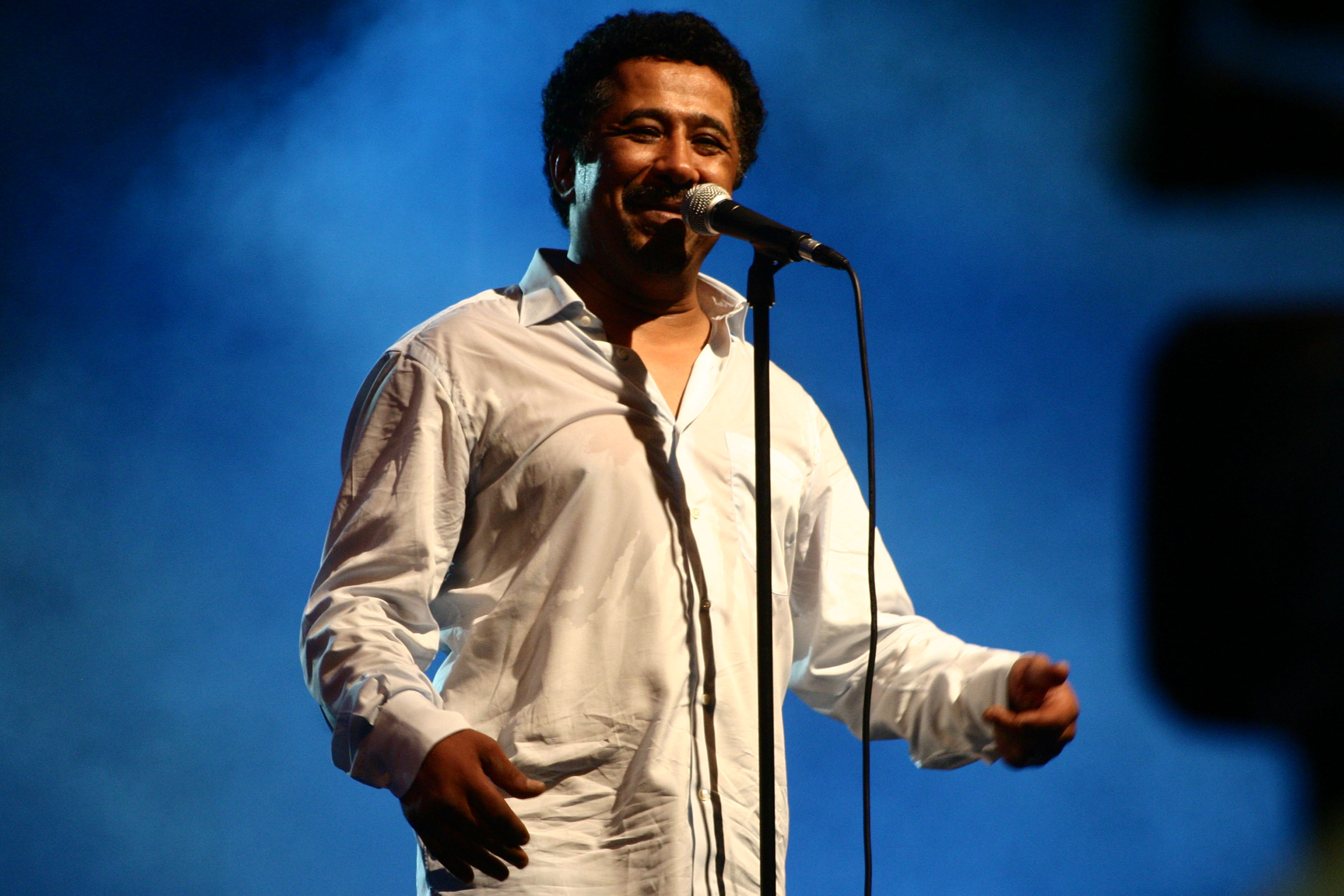
خالد (۲۰۱۱)

خالد حاج ابراهیم، متولد ۲۹ فوریه ۱۹۶۰، شناخته شده با نام خالد، خواننده، ترانه‌سرا و نوازنده الجزایری است. وی کار خود را از دوران نوجوانی با نام الشاب خالد به معنای خالد، مرد جوان آغاز کرد و پس از چند سال محبوب‌ترین خوانندهٔ الجزایر و معروف‌ترین خوانندهٔ جهان عرب شد.
محبوبیت خالد، لقب غیررسمی «King of Raï» به معنای «پادشاه موسیقی سبک رای» برای او به ارمغان آورد.
همچنین همکاری کوچکی در کارنامه خود با خواننده رپ فارسی حسین تهی داشته است.

## آلبوم‌های استودیویی
- ۱۹۸۵ هادا رایکوم
- ۱۹۸۸ فیور ولکن أین؟
- ۱۹۸۸ کوتشی وصافی بتولا
- ۱۹۹۳ (أغنیة «أنسی أنسی»)
- ۱۹۹۶ (الصحراء)
- ۱۹۹۹ (کنزا)
- ۲۰۰۴ (یا رایی)
- ۲۰۰۹ (لا لیبارتی)
- ۲۰۱۲ (C'est La Vie)

## آلبوم‌های اجرای زنده
- ۱۹۹۸ (حفلة)
- ۱۹۹۹ الشموس ۱ و ۲و ۳ مع رشید طه وفوضیل